# Europop

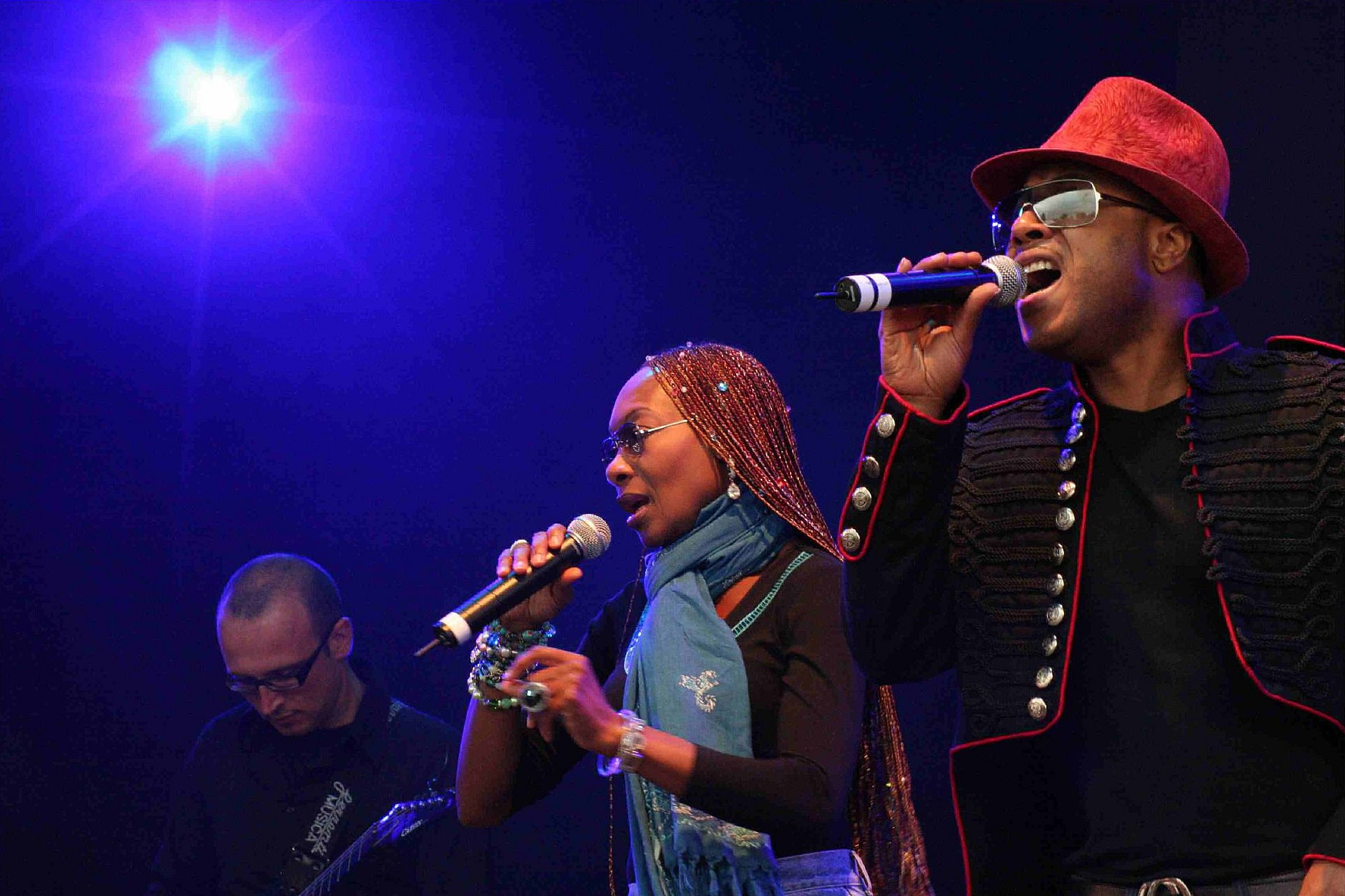
Boney M.

Europop is een vorm van popmuziek die in het algemeen wordt gemaakt voor de Europese markt of door Europese artiesten.
Kenmerkend is dat deze muziek grensoverschrijdend is binnen Europa, terwijl de populariteit in de VS meestal achterblijft of niet aanwezig is. De songteksten hebben een woordkeuze die te verstaan is door een middelbareschoolleerling. Hierdoor zijn ze snel mee te zingen in Europese discotheken en vakantieoorden en zijn de hitlijsten in andere taalgebieden toegankelijk voor europop uit een andere taal. De taal beperkt zich niet alleen tot het Engels.

## Geschiedenis
Black Is Black van Los Bravos uit 1966 wordt gezien als de eerste grote hit in de europop. De band bestond uit Spaanse musici met een Duitse leadzanger en had een Britse producer. Deze samenwerking en het commerciële opportunisme werden een voorbeeld die andere Europese artiesten in dit genre volgden.
Een ander vroeg succes was van de Schotse band Middle of the Road die in 1971 de single Chirpy chirpy cheep cheep uitbracht die tien miljoen maal werd verkocht. Tijdens die jaren was ook eurodisco-producer Giorgio Moroder van belang. Hij bracht veel singles uit en schreef ook de compositie Son of my father waar Chicory Tip in 1972 een grote hit mee had. Moroder stond ook achter successen van de Amerikaanse zangeres Donna Summer. Zij wist met europop wel successen in de VS te behalen, zoals met Love to love you baby uit 1975.
De twee belangrijkste bands in het genre zijn ABBA en Boney M. geweest. ABBA was Zweeds en werd bekend tijdens het Eurovisiesongfestival van 1974. Boney M. werd geleid door de Duitse producer Frank Farian en bestond uit Caraïbische artiesten die in Nederland, het Verenigd Koninkrijk en Duitsland woonden. Beide bands kenden grote successen en verkochten miljoenen platen elk.
Gedurende de jaren is Zweden een belangrijke leverancier van europopbands gebleven, met bijvoorbeeld Army of Lovers, Roxette, Roby en Ace of Base. Een andere Scandinavische band die in de jaren negentig de hitlijsten bereikte, was de Deens-Noorse formatie Aqua met onder meer Barbie girl in 1997. Voorbeelden van bands uit de Angelsaksische wereld zijn de Backstreet Boys, Spice Girls en Take That.
Bekende europophits uit de 21e eeuw zijn Salsa Tequila van Anders Nilsen en Dragostea din tei van O-Zone.